# ZESCO Ndola Girls Football Club
Le ZESCO Ndola Girls FC est un club féminin de football zambien basé à Ndola. C'est la section féminine du ZESCO United, le club sponsorisé par ZESCO.

## Histoire
En 2014, ZESCO échoue à la deuxième place de la Copperbelt League derrière les Moba Queens. La saison suivante, le club prend sa revanche et remporte le sacre régional. En 2016, les Indeni Roses devancent ZESCO. Le club retrouve son titre en 2017, puis est à nouveau devancé les deux saisons suivantes.
ZESCO termine la saison 2020-2021 à la troisième place du nouveau championnat de Zambie, la Women's Super League, derrière les Green Buffaloes et les Red Arrows.
Le club atteint la deuxième place en 2023-2024, toujours derrières les Buffaloes.
En 2024-2025, ZESCO bat (1-0) le champion en titre, les Green Buffaloes, qui était invaincu depuis 36 matches, et termine la phase aller invaincu en première position. Le club devient champion de Zambie pour la première fois et se qualifie pour les éliminatoires de la Ligue des champions africaine.

## Palmarès
Championnat de Zambie (1) :
- Champion en 2024-2025

## Rivalités
ZESCO dispute le derby de Ndola face aux Indeni Roses.